# 할리우드랜드
할리우드랜드(Hollywoodland)는 2006년 개봉한 미국의 전기 도큐드라마 영화이다.

## 줄거리
1959년, 사립 탐정 루이스 시모는 불륜을 조사하던 중 배우 조지 리브스의 갑작스러운 죽음 소식을 듣게 된다. 경찰은 자살로 결론 내렸지만, 시모는 사건의 의심스러운 점들을 포착하고 독자적인 수사를 시작한다. 수사 과정에서 시모는 리브스가 과거 MGM 임원의 아내 토니 매닉스와 오랫동안 불륜 관계였다는 사실, 그리고 최근에는 젊은 배우 레오노어 레먼과 약혼했다는 사실을 알게 된다.
시모는 사건을 조사하면서 세 가지 가능성을 상상한다. 첫 번째는 레오노어가 다툼 중에 실수로 리브스를 쏘았을 가능성, 두 번째는 매닉스의 남편이 리브스를 살해했을 가능성, 그리고 마지막은 리브스 스스로 목숨을 끊었을 가능성이다. 이 세 가지 시나리오는 모두 리브스가 손님들에게 스페인어로 노래를 불러준 후 방으로 돌아가 총성이 울리는 것으로 끝난다.
한편, 시모는 과거 리브스의 삶을 되짚어보며 그의 좌절감과 고뇌를 목격한다. 영화 '바람과 함께 사라지다' 이후 별다른 성공을 거두지 못했던 리브스는 '슈퍼맨' 역할로 인기를 얻지만, 그 역할에 갇혀 더 '진지한' 연기를 갈망한다. 그는 토니의 지원으로 생활하지만, 그녀에게 얽매여 불만을 느끼고 결국 그녀를 떠난다. 시모는 리브스의 고독과 좌절을 보며 자신의 삶을 돌아보게 되고, 가족과의 관계를 개선하려는 노력을 시작한다. 시모는 리브스의 자살이라는 세 번째 시나리오를 가장 생생하게 상상하면서, 사건의 진실에 더욱 가까이 다가가고 자신의 삶의 방향을 다시 잡게 된다.

## 출연

### 주연
- 애드리언 브로디
- 다이안 레인
- 벤 애플렉
- 밥 호스킨스
- 로빈 튜니

### 조연
- 조 스파노
- 몰리 파커
- 대쉬 미혹
- 브래드 윌리암 헨크

## 기타
- 제작보: 브라이언 쇼낵
- 미술: 레슬리 맥도널드
- 의상: 줄리 웨이스
- 음악부문: 피터 브론스키
- 배역: 조안나 콜버트